# Jiří Menzel

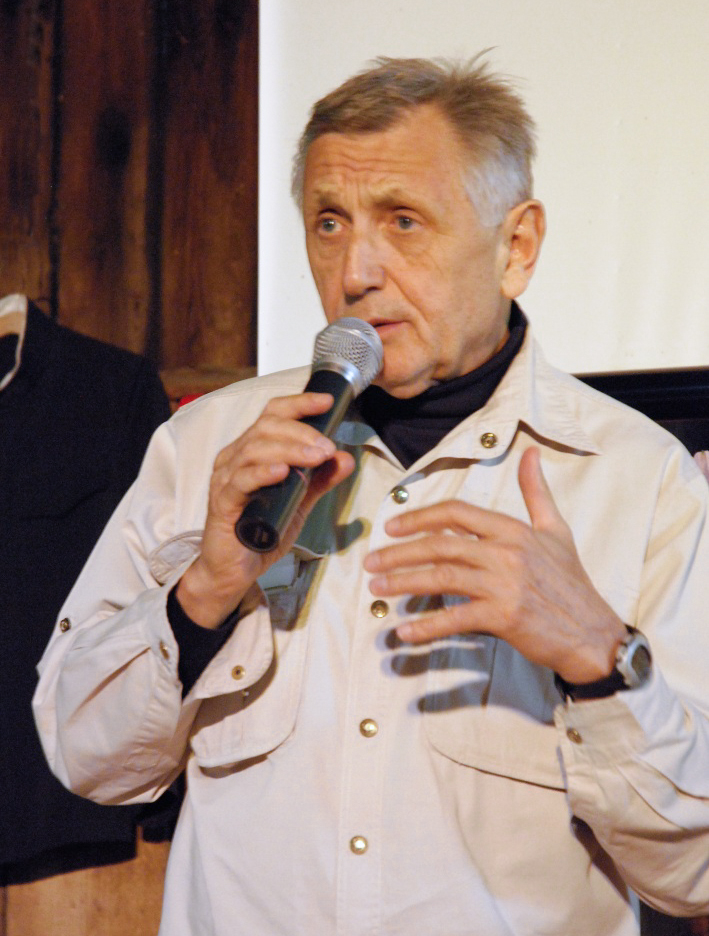
Jiří Menzel, 2007.

Jiří Menzel, född 23 februari 1938 i Prag i Tjeckoslovakien (i nuvarande Tjeckien), död 5 september 2020 i Prag, var en tjeckisk filmregissör, teaterregissör, skådespelare och författare.

## Biografi
Jiří Menzel var son till författaren och manusförfattaren Josef Menzel. Han studerade filmregi hos Otakar Vávra vid Filmakademin i Prag, då han misslyckats med att komma in på teaterutbildningen, som han hade tänkt. 
Under 1960-talet grundade han med de andra unga filmregissörerna Věra Chytilová, Miloš Forman, Pavel Juráček och Jan Němec den Tjeckoslovakiska nya vågen. Med sin mest kända film Låt tågen gå! (Ostře sledované vlaky, 1966), som bland annat belönades med en Oscar för Bästa utländska film 1967, blev han ett känt namn i filmvärlden. Framgångarna följdes upp av Nyckfull sommar (1968), som vann Stora priset i Filmfestivalen i Karlovy Vary. 
Den sovjetiska invasionen i samband med Pragvåren 1968 ledde till hårda åtstramningar av censuren av tjeckisk kultur, vilket ledde till att den antikommunistiska satiren Lärkmarionetter (1969) totalförbjöds och inte fick sin premiär förrän 1990, då Menzel erhöll Guldbjörnen vid Berlins filmfestival. Sedan fick Menzel till stor del ägna sig åt teater, innan han tvangs att offentligt "ta avstånd från" den "omoraliska" Tjeckoslovakiska nya vågens filmsyn och under strikt övervakning tilläts fortsätta göra film. Med humoristiska filmer som Rörliga bilder (1978), om de första tjeckiska filmpionjärerna, och Min lilla by (1985) återvände han till den internationella filmscenen. 
Han medverkade också som skådespelare i ett 70-tal filmer, inte minst i Věra Chytilovás filmer, och regisserade en mängd teaterproduktioner. Med sin egensinnigt satiriskt humoristiska stil har han ibland kallats "en tjeckisk Woody Allen".

## Filmografi (urval)
- 1965 – Pärlor på botten (Perličky na dně), 105 min, regi Jiří Menzel, Jan Němec, Evald Schorm, Věra Chytilová, Jaromil Jireš,[20]
- 1966 – Låt tågen gå! (Ostře sledované vlaky)
- 1968 – Nyckfull sommar
- 1969 – Lärkmarionetter (Skřivánci na niti)
- 1979 – Rörliga bilder
- 1980 – När seklet var kort (Postřižiny)
- 1983 – Snödroppsfestivalen (Slavnosti sněženek)
- 1985 – Min lilla by
- 2006 – Jag har betjänat kungen av England (Obsluhoval jsem anglického krále)